# Historia del cristianismo durante la Edad Media
La historia del cristianismo durante la edad media abarca  los hechos relacionados con el cristianismo desde la caída del Imperio romano de Occidente (c. 476) hasta la reforma protestante (siglo XVI]]), que es cuando se considera que comienza el cristianismo moderno.[cita requerida] Este período de la historia coincide con lo que se conoce como Edad Media

## Edad Media
La  Alta Edad Media  comienza con el derrocamiento del último emperador romano de occidente, Rómulo Augústulo, por Odoacro, líder de los hérulos, en el año 466 y finaliza con la coronación de Carlomagno en el año 800. Aunque esta división es arbitraria, ya que el inicio de la Alta Edad Media fue un proceso gradual en el cual la fuente de riqueza y poder se fue transfiriendo desde las ciudades al campo, mientras decaía la autoridad del poder central del emperador de Roma.

## Consolidación del papado

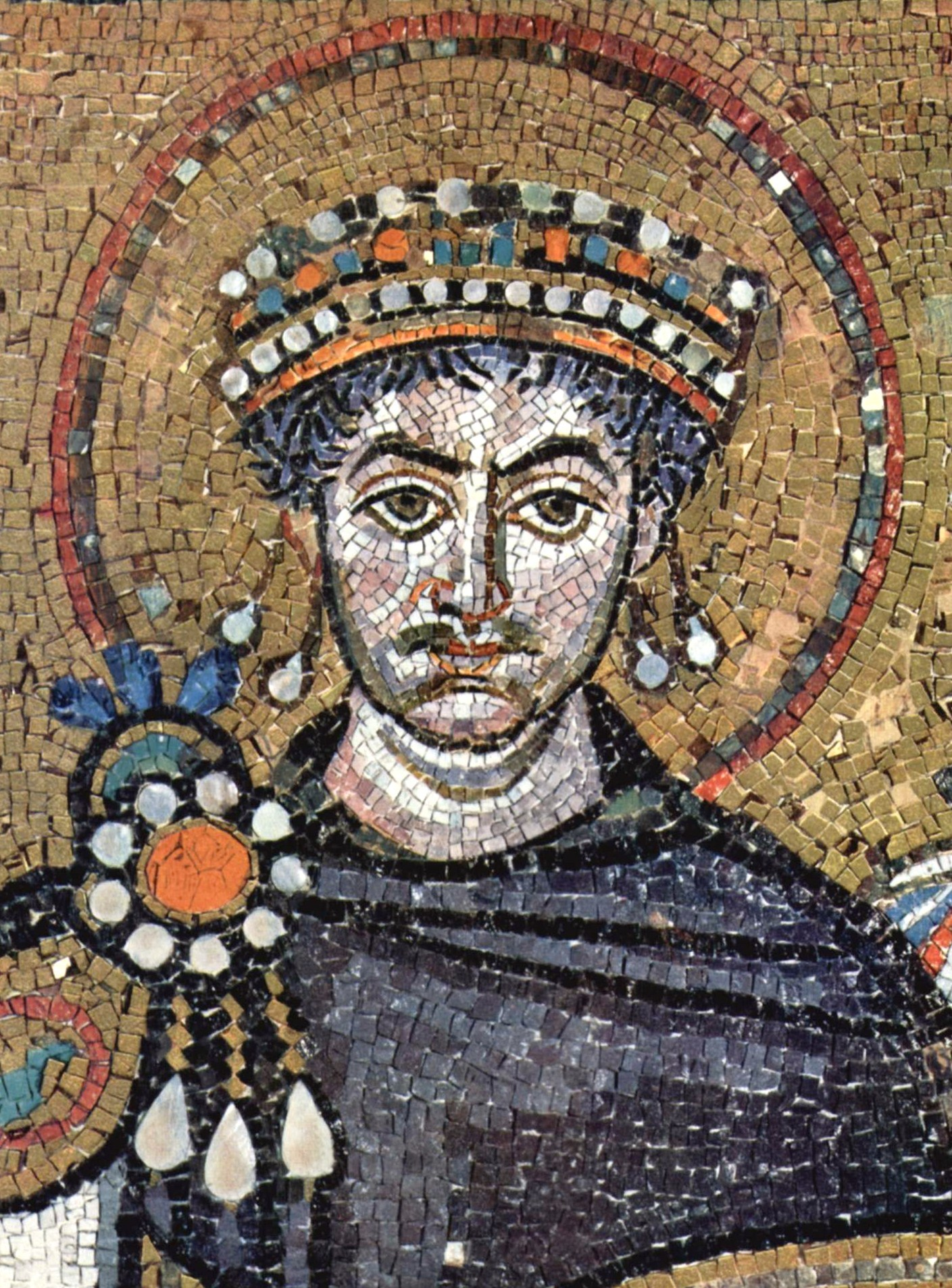
Mosaico de Justiniano I (527-565) en la iglesia de San Vital de Rávena, ejemplo de arte bizantino del en Italia

En los comienzos del cristianismo no había diferencia entre los diferentes obispos, aunque tras el cese de las persecuciones romanas (c. 360) surgió la necesidad de unificar las creencias y centralizar el poder. En el rastreo del primado papal, Dámaso I (366-384),  se presentó como un nexo espiritual entre los cristianos del Imperio Romano de Occidente y de Oriente, mientras se mostraba intrasigente con las doctrinas contrarias a las establecidas en los concilios. Al mismo tiempo, la figura del emperador se consolida en el dominado, por la que adopta una forma mística, legitimada y enviada por Dios, que busca el centralismo del poder mediante el apoyo de la Iglesia. El papa León I el Magno (440-461) asumió el título de pontifex maximus, que habían abandonado los emperadores romanos desde el 382. La supremacía papal se consolida con Gelasio I (492-496), quien dirigió una carta al emperador Anastasio I (491-518) en donde formula la doctrina de las dos espadas, entendida como la justificación de la superioridad de la potestad espiritual del papa sobre la temporal del emperador.
Al mismo tiempo que el poder de la Iglesia cristiana iba creciendo en Europa, el de los emperadores disminuía. En medio de la crisis por las guerras constantes, el emperador Justiniano I (527-565) trató de reafirmar el dominio imperial en Italia desde el este, en lo que se conoce como guerra gótica (535-554). A pesar de que la campaña fue exitosa, se estableció para Italia un exarcado,[cita requerida] la influencia imperial era limitada. En 568 los lombardos invadieron la península estableciendo el Reino lombardo. Cuando entraron en Italia, algunos lombardos conservaron su forma nativa de paganismo, mientras que otros eran cristianos arrianos, de ahí que no tuvieran buenas relaciones con la Iglesia católica, a la que persiguieron con celo. El fracaso de los emperadores para enviar ayuda dio lugar a que los papas se encargaran de la alimentación de la ciudad con el grano de la hacienda papal. Así como de la negociación de acuerdos con los lombardos, mediante el pago a sus líderes a cambio de protección o, en su defecto, la contratación de soldados para defender la ciudad. Esto marcó el final de la influencia en Roma del Imperio bizantino.

### Conversión de celtas y germanos
Tras la caída del Imperio Romano de Occidente, los misioneros cristianos comenzaron a predicar entre pueblos de origen celta y germánico.

#### Irlanda, Escocia y Gales
En el siglo V existía un contacto fluido entre lo que hoy es Irlanda, Escocia y Gales. En este contexto, el cristianismo comenzó a expandirse en estas regiones desde la Britania posromana; comenzando por Gales, región en la cual convivían celtas paganos con bretones cristianos ya desde la época romana.
A comienzos siglo V, Irlanda se encontraba dominada por los druidas. Se desconoce cómo se introdujo por primera vez el cristianismo en la isla, pero se estima que comenzó con los prisioneros que eran capturados en las costas de Gran Bretaña durante las incursiones que se llevaban a cabo en busca de botín y esclavos. La crónica de Próspero de Aquitania (390-455) menciona que en el 431 Paladio de Escocia fue enviado por el papa Celestino I (422-432) a Irlanda para ser su primer obispo, aunque abandonaría la isla poco después debido a la fuerte oposición a su presencia del jefe de Wicklow. Esto evidencia que para aquella fecha ya había una pequeña comunidad cristiana.
La tradición da preeminencia a Patricio de Irlanda, quien teniendo 16 años fue secuestrado por un grupo de escotos, llevado a Irlanda y vendido como esclavo. La fecha de su cautiverio no está clara, aunque se sabe que duró seis años. Según distintos autores, debió ser entre los años 410 y 430, siendo lo más probable en torno al 420; pero en ningún caso anterior al 405. Después de su fuga estudió teología y fue enviado de regreso a Irlanda en 433 como líder de un grupo de misioneros por Germán de Auxerre (378-448), obispo de Britania, como segundo intento de evangelización luego de la expedición fallida de Paladio dos años antes. Patricio logró la conversión de los líderes de algunos clanes, lo que propició la conversión del resto de la población.
Según la tradición, la introducción del cristianismo en Escocia se atribuye a Columba de Iona (521-597). Aunque se desconoce a ciencia cierta cuánto contribuyó a esto efectivamente, no hay dudas de que fue muy influyente en las primeras comunidades cristianas de Escocia. Columba llegó a la isla de Iona en el 563 proveniente de Irlanda, junto a otros doce hombres, y allí fundó una abadía. Tras su llegada estableció contacto y fue protegido por Conall mac Comgall, rey de Dalriada, un importante estado escoto, lo que favoreció la expansión de la nueva religión.

#### Anglosajones
Pueblos germánicos que invadieron el sur y el este de la Gran Bretaña, desde principios del siglo V hasta la conquista normanda en el año 1066.
Mal hechores

#### Valdenses
Valdo –cuyo nombre en español sería Pedro Valdés– era un mercader de Lyon del siglo XII que eligió llevar una vida de pobreza y predicación. Enseguida se conformó alrededor suyo un grupo de seguidores a los cuales el arzobispo de la ciudad, Guichard de Lyon, prohibió predicar. Valdo y los suyos apelaron a Roma, donde el inglés Walter Map, haciendo uso de sutilezas teológicas -diferenciaciones que nosotros hoy no comprendemos- los ridiculizó. Si bien se les permitió a los valdenses conservar sus votos de pobreza, se les prohibió predicar, salvo que las autoridades locales lo admitieran. A pesar de la oposición del arzobispo local, a su regreso proclamaron su mensaje de pobreza y fe, por lo que fueron condenados en el Concilio de Verona en 1184 y perseguidos en toda Europa, refugiándose en los valles más altos de los Alpes. Allí se unieron a ellos lo que quedaba de los pobres lombardos, movimiento muy similar al de los valdenses que padecían la misma situación.

### SIVyV
En los siglos IV y V, el imperio romano perdió buena parte de su extensión en Occidente y se transformó en oriental bizantino. Se suele señalar como sintomática la fecha del año 476, pero de hecho la invasión y cuarteamiento del imperio había empezado mucho antes (406). Un grupo de pueblos, originarios de Escandinavia, los germanos, desde Europa central se había lanzado a la conquista de los despojos de Roma. De estos pueblos, los visigodos fueron cristianizados por el obispo Ulfilas, pero el arrianismo arraigó en ellos hasta que pasaron a la ortodoxia en el 589. Burgundios y vándalos eran también arrianos. Los suevos, el 408, eran en parte todavía paganos y estuvieron vacilando entre el arrianismo y la ortodoxia hasta que hacia el 560, optaron por la última. Los ostrogodos, cuando en 489 se apoderaron de Italia, practicaban ya el arrianismo, pero su rey Teodorico se esforzó para evitar roces con los católicos. Los francos, en cambio, paganos, pasaron directamente a la ortodoxia, el 496, con el bautismo de su rey Clodoveo. Adore tout ce que tu as brûlé, et brûle tout ce que tu as adoré, que traducido significa "Adora todo aquello que has quemado y quema todo aquello que has adorado..."
Los germanos, no obstante, constituían la minoría dirigente. La mayor parte del campo contaba aún con poblaciones indígenas paganas. En las ciudades, la mayoría era cristiana. Cuando los vándalos pasaron al África, en el 429, hicieron que a la jerarquía episcopal ortodoxa se sumara una jerarquía arriana. Muchas ciudades del África vándala tuvieron simultáneamente obispo ortodoxo y obispo arriano. Cerca de cinco mil católicos fueron exilados por el monarca vándalo Hunirico y uno de sus sucesores, Trasamundo (496-523), exilió a la isla de Cerdeña 120 obispos. Cuando el 534 los bizantinos recuperaron la provincia de África, el catolicismo se hallaba diezmado. La invasión musulmana, a mediados del siglo VII, lo hizo prácticamente desaparecer.
En los siglos IV y V, Germania se va cristianizando; las regiones del Rin y del Danubio medio (Nórico y Recia) son las primeras en recibir el Evangelio, por obra de san Severino (482). Pablo Orosio y Salviano, autores religiosos de la época, aprecian los valores del mundo germánico y desean su plena conversión.
En Oriente, san Simeón y los monjes del Sinaí convertían del arrianismo a la ortodoxia a los sabeos del sur de Arabia, Abisinia, Persia y Armenia abrazaban también la ortodoxia y el ámbito del cristianismo se extendía por el mundo